# Federazione Italiana Danza Sportiva
La Federazione Italiana Danza Sportiva e Sport Musicali (FIDESM) è l'unica federazione riconosciuta dal CONI per organizzare e normare lo sport della danza sportiva e del cheerleading in Italia.
Con delibera 1355 del 26 giugno 2007, il Consiglio Nazionale del CONI ha riconosciuto la FIDS quale federazione sportiva Nazionale, ai sensi dell'articolo 6 comma 4 punto c dello Statuto del CONI ed in applicazione a quanto previsto dall'articolo 15 comma 3 e 4 del Decreto Lgs. 23 luglio 1999, nº 242 e successive modifiche e integrazioni.

## La storia
Nel 1990 l'ICAD (International Council of Amateur Dancing), Federazione Internazionale della Danza Sportiva, cambiò il proprio nome in IDSF (International DanceSport Federation) rendendo così chiara, a partire dalla propria denominazione, la sua funzione di federazione sportiva internazionale avente per oggetto lo sport della danza.
In Italia, sulle oltre 15 federazioni esistenti ed in gran parte variamente legate agli enti di promozione sportiva, l'unica riconosciuta dall'IDSF era la FIAB Federazione Italiana Amatori Ballo che, successivamente al cambio di nome della federazione internazionale, cambiò la propria ragione sociale in Feder Danza Sport Italia.
Quando nel 1995 l'IDSF (ora WDSF World DanceSport Federation) ottenne il riconoscimento da parte del CIO (Comitato Olimpico Internazionale), la volontà di essere riconosciuti dal Comitato Olimpico Nazionale Italiano (CONI) diventò un progetto realizzabile anche in Italia.
Tuttavia tale obiettivo necessitava di un grande sforzo di aggregazione. Il CONI, infatti, era disponibile a riconoscere una sola organizzazione a fronte del panorama frastagliato, variegato e conflittuale esistente.
Nel 1995, a conferma di ciò, fu elaborato un primo progetto di aggregazione che prese il nome di UIDS (Unione Italiana Danza Sportiva), in cui confluirono la FDSI (Feder Danza Sport Italia), l'ASIBA (Associazione Sportiva Italiana Ballo Amatori), la CISBA (Confederazione Italiana Sportiva Ballo Amatori) ed altre tra le maggiori federazioni che si occupavano di danze standard e latino-americane, quelle attività cioè che l'IDSF definiva ora "Danza Sportiva".
Il 6 giugno 1996 l'esperienza della UIDS si allargò ulteriormente e si addivenne all'atto fondativo della FIDS (Federazione Italiana Danza Sportiva) che mutuava l'acronimo da una delle piccole realtà aggregate. Tutte le "federazioni" coinvolte nel processo aggregativo decisero di sciogliersi per dare vita all'unica federazione della danza sportiva italiana riconosciuta dal CONI.
Il 1996 fu l'anno delle grandi trattative per la definitiva unificazione alla quale si arrivò solo poche ore prima del riconoscimento del CONI. Infatti le richieste di riconoscimento al CONI erano due. Una da parte della FIDS, l'altro dalla FIBS (Federazione Ballo Sportivo), un'aggregazione di associazioni operanti perlopiù nell'ambito delle discipline freestyle, jazz ed a squadre, aventi come referenti internazionali la IDO (International Dance Organization) e la WRRC (World Rock'n'Roll Confederation).
Tuttavia, ai sensi dell'art. 21, 2° co., il CONI "riconosce una sola Federazione Sportiva Nazionale per ciascuno sport. Nel caso di concorso tra domande provenienti da più soggetti, il Consiglio Nazionale del CONI invita le parti interessate a costituire un soggetto federativo comune. Ove non si addivenga ad un accordo esso promuove un'intesa volta alla costituzione di un unico soggetto federativo. Ove non si addivenga all'intesa il CN del CONI può riconoscere la Federazione composta dai soli soggetti che vi hanno aderito".
Dopo vari e difficili tentativi di addivenire ad un'unica realtà federativa, solo l'imminente riconoscimento fece sì che le motivazioni dell'unificazione prevalessero su quelle per rimanere separati.
Il 26 febbraio 1996, al CONI, i presidenti di FIDS e di FIBS firmarono il protocollo d'intesa con il quale si sancì il ritiro della richiesta di riconoscimento della FIBS e, quindi, la definitiva "nascita" dell'unica federazione nazionale rappresentante la danza sportiva sotto l'egida del CONI: la Federazione Italiana Danza Sportiva.
Il 28 febbraio 1997, la Giunta Esecutiva del Coni, con delibera n. 919, comunicava il riconoscimento della nuova Federazione quale "Disciplina Associata".
Il 27 dicembre 1998, dopo una serie di contrasti interni, si arriva alle elezioni del primo Consiglio Federale, ma la modalità con cui vennero gestite le elezioni fu impugnata da alcune Associazioni escluse dal voto ed il Tribunale di Roma invalidò l'intera operazione. Tale decisione fece sì che il primo vero amministratore della FIDS fosse un commissario straordinario nominato dal CONI nella persona di Novella Calligaris. Dopo un anno e mezzo di gestione, il commissario lasciò alla danza sportiva una federazione strutturata in maniera omologa con le altre federazioni sportive del CONI.
Il 21 gennaio 2001, terminato il periodo di commissariamento, furono celebrate le prime legittime elezioni per il nuovo Consiglio Federale. In quella data la FIDS aveva 22.750 tesserati, non aveva Comitati Regionali, né una struttura periferica funzionale.
Venne eletto Presidente Ferruccio Galvagno. In consiglio federale furono votati per la componente delle associazioni: Sergio Rotaris - vicepresidente vicario (Friuli), Sergio Tecchio - secondo vicepresidente (Piemonte), Maria Grazia Rossetti - terzo vicepresidente (Toscana), Antonio Contessa (Lombardia), Ivo Cabiddu (Sardegna), Giorgio Lovino e Giampaolo Bonesso (Veneto), Mario Leli (Lazio), Nicola Iannaco (Campania), Giovanni Costantino (Sicilia). In rappresentanza degli atleti: Domizio Giovannini (Trentino-Alto Adige), Aldo Roncali (Lombardia), Melania Massa (Sardegna), Carla Federici (Lazio), mentre Paolo Cianfoni (Lazio) ed Italo Menolascino (Lazio) furono eletti in rappresentanza dei tecnici.
In poco più di un mese vennero convocate le Assemblee Regionali, eletti gli organi territoriali e fu fatta ripartire l'attività sportiva. Era stata finalmente creata la struttura tipica delle Federazioni Sportive Nazionali.
Il 19 dicembre 2004 è stata celebrata l'elezione del nuovo quadriennio olimpico che ha visto la politica del presidente Ferruccio Galvagno molto apprezzata, tanto da determinare la sua rielezione con il 95% dei voti.
Con Ferruccio Galvagno sono stati eletti: Sergio Rotaris (Friuli), Michele Barbone (Puglia), Giampaolo Bonesso (Veneto), Ivo Cabiddu (Sardegna), Antonio Contessa (Lombardia), Giovanni Costantino (Sicilia), Giorgio Lovino (Veneto), Maria Grazia Rossetti (Toscana), Sergio Tecchio (Piemonte), Guillermo Venosa (Campania), Emanuele Actis Grosso (Piemonte), Alessandra Valeri (Lazio), Giuseppe Colautti (Lazio), Roberta De Angelis (Lazio), Aldo Roncali (Lombardia), Adriana Villani (Sicilia).
La FIDS ha quindi lavorato alacremente, riuscendo ad ottenere grandi risultati in ambito internazionale e a crescere con la sua base. Nel giro di pochi anni, la Federazione ha infatti ottenuto un aumento di iscritti esponenziale, arrivando nel 2005 ad oltre 100.000 tesserati, 2.000 società e 4.000 tecnici.
L'attività è stata portata avanti dai Comitati Regionali e Provinciali, ottenendo ottimi risultati anche nell'inserimento della disciplina della Danza sportiva all'interno del mondo scolastico e nell'attività con i disabili, in seguito ad un protocollo d'intesa firmato con il CIP che ha dato alla Federazione la possibilità di organizzare nel 2007 i primi Campionati Italiani di Danza Sportiva per atleti in carrozzina.
Il 26 giugno 2007, il lavoro svolto dalla FIDS è stato infine premiato dal CONI, che ha votato all'unanimità l'ingresso della Federazione Italiana Danza Sportiva nel novero delle Federazioni Sportive Nazionali.
L'atteso riconoscimento è stato festeggiato dagli atleti in gara ai Campionati Italiani di Danza sportiva che si sono svolti a Bologna la settimana successiva al riconoscimento, dove sono andati in pista nei 10 giorni di competizione oltre 31.000 atleti ed un totale di 80.000 presenze (tra atleti, tecnici, giudici di gara, accompagnatori e pubblico pagante). Per la prima volta la FIDS ha messo in palio in un'unica manifestazione i titoli italiani di tutte le discipline della danza sportiva.
Il 21 dicembre 2008 è stata celebrata l'elezione del nuovo quadriennio olimpico che ha visto il Presidente Federale uscente, Ferruccio Galvagno, vincente per il terzo mandato con il 92% dei voti. Con Ferruccio Galvagno sono stati eletti: Sergio Rotaris (Friuli Venezia Giulia), Michele Barbone (Puglia), Giampaolo Bonesso (Veneto), Carlo Acanfora (Piemonte), Enzo Resciniti (Lazio), Massimo Impellizzeri (Emilia Romagna), Andrea Sciotto (Sicilia), Nicola Cuocci (Puglia), Annamaria Ciccone (Campania), Alessandra Valeri (Lazio).
L’8 febbraio 2011 la Giunta Nazionale del CONI commissaria la FIDS nominando Luca Pancalli, Vice Presidente Nazionale CONI, quale commissario straordinario.
Il 14 luglio 2012, dopo 17 mesi di commissariamento, si svolge l’Assemblea Straordinaria Elettiva Nazionale e Roma dove la parola viene nuovamente data agli elettori perché democraticamente venga rieletto il “governo” della danza sportiva. Viene eletto Presidente Nazionale Christian Zamblera. Sono stati eletti come Consiglieri Federali: Sergio Rotaris (Friuli Venezia Giulia), Mauro Magnelli (Calabria), Renzo Maoggi (Toscana), Giovanna Ancora Niglio (Campania), Carlo Acanfora (Piemonte), Fernando Tiberio (Abruzzo), Mirko De Bona (Veneto).
Per la componente atleti sono stati eletti: Laura Lunetta (Lazio) e Michelangelo Buonarrivo (Liguria); mentre per la componente tecnici Michele Lauletta (Basilicata).
Eletto Presidente del Collegio dei Revisori dei Conti Marco Falaschi.
Il 15 dicembre 2016 Michele Barbone è stato proclamato a Roma Presidente della FIDS per il quadriennio 2017-20.
L'elezione è seguita al periodo di Commissariamento imposto dal CONI, dopo l'annullamento del voto per acclamazione a Giovanni Costantino espresso dall'Assemblea Elettiva del 22 ottobre 2016.
Sono stati eletti come Consiglieri Federali: Edilio Pagano (Liguria), Michele Lauletta (Basilicata), Ivo Cabiddu (Sardegna), Davide Capello (Piemonte), Mirko De Bona (Veneto). Rocco Lo Bianco (Sicilia), Fernando Tiberio (Abruzzo).
Per la componente atleti sono stati eletti: Michelangelo Buonarrivo (Liguria) e Monica Crocetta (Lazio); mentre per la componente tecnici Piercarlo Pilani (Emilia Romagna).
Eletto Presidente del Collegio dei Revisori dei Conti Giacomo Spiller (Piemonte).

## Presidenti
- 1999-2001 Novella Calligaris (Commissario Straordinario CONI)
- 2001-2011 Ferruccio Galvagno
- 2011-2012 Luca Pancalli  (Commissario Straordinario CONI)
- 2012-2016 Christian Zamblera
- 2016-2016 Giovanni Costantino (Commissario Straordinario CONI)
- 2016-2021 Michele Barbone
- 2021-2022 Enzo Resciniti (Dimissionario)
- 2022 Giacomo Spiller (Commissario Straordinario CONI)
- 2022 - oggi Laura Lunetta

## Segretari generali
- 2007-2013 Carla Giuliani
- 2013-2019 Giuseppina Mattioli
- 2019-2022 Roberto Musiani
- 2022-2024 Christian Radicchio
- 2024 Vincenzo Alliegro (Facente Funzione)
- 2025 - oggi Felice Casini